# 申毛毛
申毛毛（1957年3月27日—），河北涉县人，中国男子标枪运动员。他曾在泰国曼谷进行的1978年亚洲运动会中获得男子标枪金牌。除此之外，他也获得过两枚亚洲田径锦标赛金牌。